# 1993年世界青年日

出席丹佛世界青年日的教宗若望·保祿二世和美國總統比尔·克林顿，1993年8月12日。

第八屆世界青年日於1993年8月10日到15日在美國丹佛舉行。這是世界青年日第六次國際級慶典，也是第一次在北美洲和英語世界舉行。本屆主題為「我來，卻是為叫他們獲得生命，且獲得更豐富的生命。」（《若望福音》 10:10）
在櫻桃溪州立公園舉行的閉幕彌撒有50萬人參加。